# Meldorfer Bucht
Koordinaten: 54° 4′ 44″ N, 8° 54′ 0″ O
Die Meldorfer Bucht (auch Dithmarscher Bucht) ist eine zu Schleswig-Holstein gehörende Bucht, die an der Helgoländer Bucht liegt.

## Lage

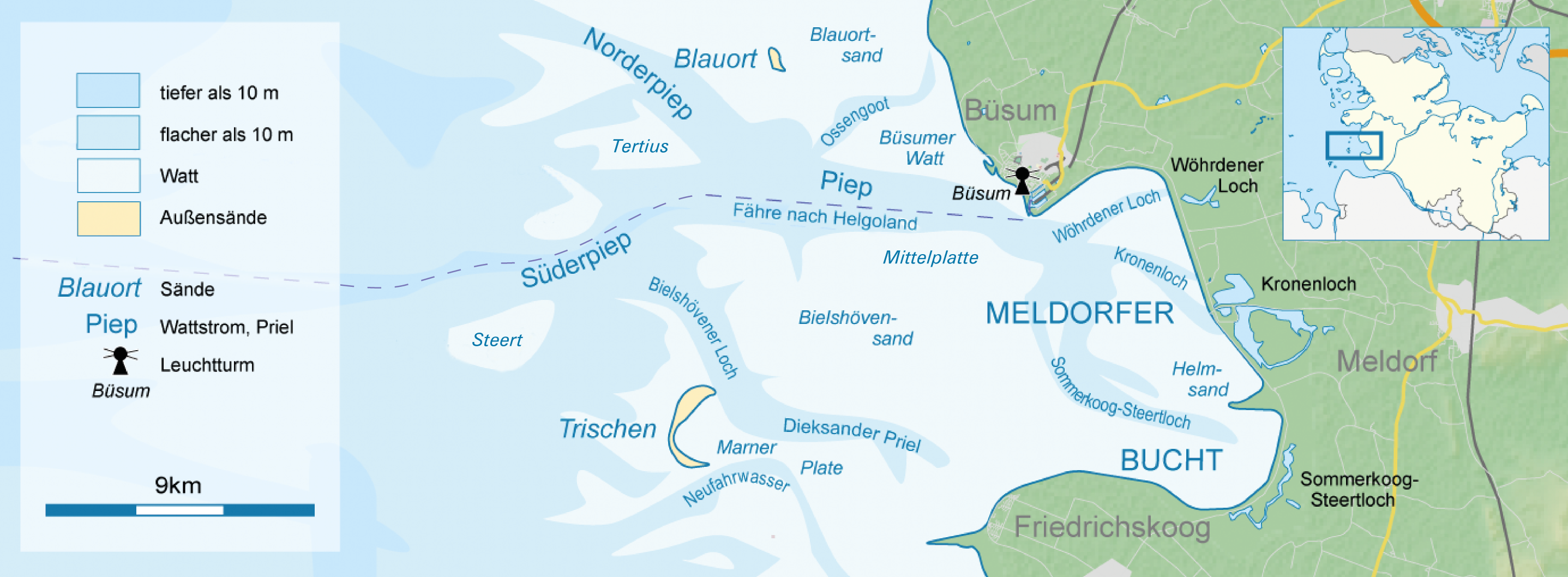
Meldorfer Bucht

Die Bucht liegt ca. (Luftlinie) 90 km nordwestlich von Hamburg und 30 km nordnordöstlich von Cuxhaven. Im Norden der zu Dithmarschen gehörenden und im gleichnamigen Landkreis gelegenen Meldorfer Bucht liegt das Nordsee-Heilbad Büsum, im Süden befindet sich der Badeort Friedrichskoog, der jedoch nicht direkt an die Meldorfer Bucht grenzt. Im Osten befindet sich der Ort Hemmingstedt sowie die Stadt Meldorf, die der Bucht ihren Namen gab. Nach Westen hin öffnet sich die Bucht zur offenen Nordsee hin. Dominierende Strömungsrinne ist der bis zu 20 Meter tiefe Piep, der sich in der Meldorfer Bucht in drei Strömungsarme, das Wöhrdener Loch (Norden), das Kronenloch und das Sommerkoog-Steertloch (Süden) teilt.

## Geschichte

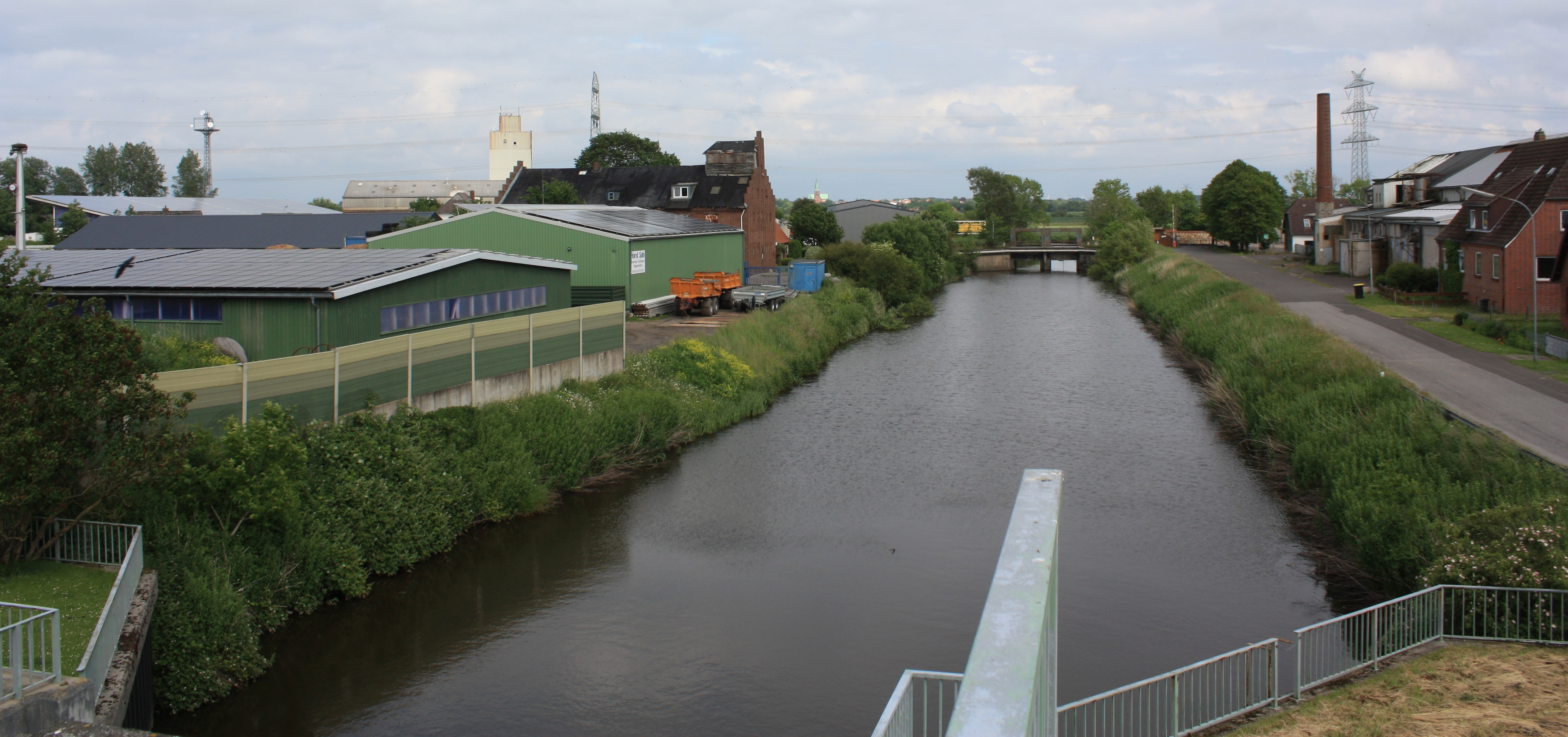
Blick auf den alten Meldorfer Hafen. Zustand Juni 2022

Bei mehreren schweren Sturmfluten im ausgehenden Mittelalter bzw. zu Beginn der Neuzeit hatte sich die Bucht immer weiter in die eher niedrigen Marschgebiete hinein ausgedehnt und fast die auf einem Geestrücken errichtete Stadt Meldorf erreicht. Erst im 16. Jahrhundert wurden wieder erste Neulandgewinnungen durchgeführt und die ersten Köge in der Bucht eingedeicht.
Am 17. Februar 1500 verteidigte sich die unabhängige Bauernrepublik Dithmarschen in der Schlacht bei Hemmingstedt gegen das Heer des Königs von Dänemark und seines Bruders. Dabei wurde die königliche, zumeist adlige Reiterei nahezu vollzählig in den Wassern der bei Springtiede auflaufenden Flut in der Meldorfer Bucht ertränkt.

## Heute

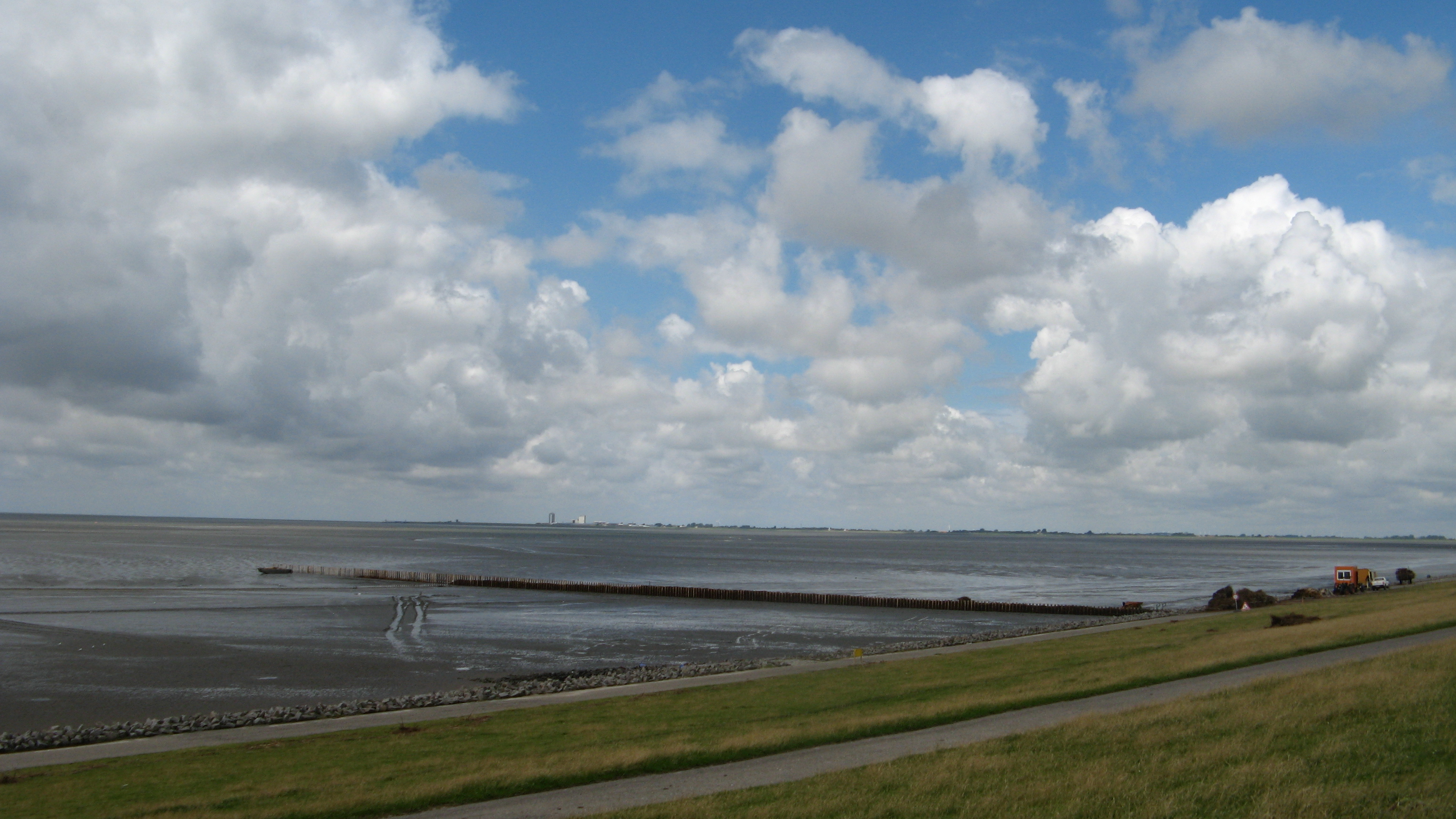
Blick über die nördliche Meldorfer Bucht vom Speicherkoog-Hafen Richtung Büsum

Die Meldorfer Bucht hat nach der letzten Eindeichung, die von April 1969 bis März 1978 stattfand, bei einer Ausdehnung von etwa 8,5 mal 8 Kilometern noch eine Fläche von (geschätzt) 30 km².
Bei der zuletzt vorgenommenen Eindeichung stand nicht die Landgewinnung, sondern vielmehr der Küstenschutz im Vordergrund. So wurde durch den Bau des neuen 8,8 Meter hohen und (im Kernbereich der Bucht) nur noch 14,8 km langen Deiches sowohl die Deichkrone deutlich erhöht als auch die -Länge wesentlich verkürzt. Der neu entstandene Speicherkoog Dithmarschen an der Meldorfer Bucht soll in erster Linie bei Hochwasser die vom Landesinneren zufließenden Wassermassen speichern und über zwei Siel- bzw. Schöpfwerke abführen. Daneben dienen die Salzwiesen der Avifauna als geschütztes Rückzugsgebiet. Die Landwirtschaft spielt im Speicherkoog nur eine untergeordnete Rolle. Die hier weidenden Schafe sollen helfen, die Deichanlagen zu stabilisieren. Sowohl der Speicherkoog wie auch die übrige nicht eingedeichte Meldorfer Bucht gehören zur Schutzzone 1 des Nationalparks Schleswig-Holsteinisches Wattenmeer und unterliegen daher besonderen Schutzverordnungen.

## Inseln
In der Meldorfer Bucht liegt die unbewohnte ehemalige Insel Helmsand, die etwa mit einer Hallig vergleichbar war und schon vor etlichen Jahren durch einen Damm mit dem Festland verbunden wurde.
Sie ist genauso ein Vogelschutzgebiet wie die der Bucht vorgelagerte Insel Trischen, auch die Sandbänke Blauort und Tertius dürfen nur mit besonderer Genehmigung betreten werden.
Die ehemalige Insel Dieksand bildet heute die Westspitze Friedrichskoogs.

## Menschliche Nutzung
Die direkten Küstengebiete sind umfassend touristisch erschlossen. Norder- und Süderpiep dienen den Schiffen als Fahrwasser zum Hafen von Büsum. Die dort stationierten Krabbenkutter fischen unter anderem auch in der Meldorfer Bucht. Der südliche Teil der Meldorfer Bucht dient der Bundeswehr als Waffenerprobungsgebiet. Im westlichen Teil, etwas nördlich der Elbmündung und des Großen Vogelsandes liegt eine Beisetzungsstelle für Seebestattungen.